# South Cove
South Cove est un village et une paroisse civile du Suffolk, en Angleterre.